# Włocin-Wieś
Włocin-Wieś (do 2008 Włocin) – wieś w Polsce, położona w województwie łódzkim, w powiecie sieradzkim, w gminie Błaszki.
Do 2007 roku nosiła nazwę Włocin.
W latach 1975–1998 miejscowość administracyjnie należała do województwa sieradzkiego.

## Integralne części wsi
| SIMC    | Nazwa     | Rodzaj    |
| ------- | --------- | --------- |
| 0698851 | Biała     | część wsi |
| 0698868 | Dębieniec | część wsi |

## Historia
Włocin w połowie XV w. należał do Piotra z Wrzący herbu Świnka, protoplasty rodu Zajączków. W drugiej poł. XVI w. dobra Włocin wraz z sąsiednim Grzymaczewem należały do Oporowskich, Jastrzębskich, następnie Russockich, Suchorzewskich, Grodzickich i Borzysławskich, którzy weszli w posiadanie części tych wsi poprzez małżeństwo Piotra Borzysławskiego i Doroty z Oporowskich ok. 1550 r. W drugiej połowie XVII w. Włocin należał do małżonków Sebastiana Malskiego i Anny z Komorowskich a po nich do syna Michała. Ten w sierpniu 1696 r. zastawił wieś Włocin i części w Grzymaczewie Marcinowi Bogusławskiemu za 1583 zł. pol. W roku 1723 Michał Malski sprzedał Andrzejowi Bogusławskiemu herbu Ostoja, komornikowi granicznemu sieradzkiemu „za sumę dwudziestu tysięcy złotych polskich w monecie srebrnej, (...), ze wszytkimi dóbr pomienionych Włocina i części w Grzymaczewie, jako i folwarkiem Jaryszkowskie nazwanym i Pustkowianami, owo zgoła dworem w Włocinie, budynkami dworskiemi, owczarnią, stodołami, spichlerzami, ogrodami, łąkami, sadami, polami, rolami, lasami, borami, zaroślami, gajami, smugami, chrustami, stawami, stawkami, sadzawkami, sadzaweczkami, strumieniami i wszelakiemi wód spadkami, młynem i młynarzem, Chudoba nazwanym, karczmami, poddanymi obojej płci tak w pomienionych dobrach Włocinie, Grzymaczewie i Pustkowiu zostającymi i ich sprzężajami, robocizną, daninami, czynszami i ich powinnościami, jako i zbiegłymi, gdziekolwiek będącymi, (...), przyległościami i przynależytościami w całej okolicy zostającymi, (...) oprócz robotnych Piotra i Wojciecha, robotnego Piotra Pepy synów”. Włocin był w posiadaniu Bogusławskich aż do 1817 r., kiedy to prawnuk Andrzeja – Stanisław Bogusławski, kapitan wojsk polskich sprzedał go Alojzemu Niemojewskiemu za 143 000 zł. pol. „...ze wszystkiemi przyległościami do tych dóbr należącymi polami, rolami, łąkami, borami, rzekami, wszelkich ściekami stawami i sadzawkami, młynem, znajdującemi się zasiewami, wszelkimi ozimemi i jaremi tak dworskiemi iako i wieyskiemi, załogami włościan, ich powinnościami, czynszami, daninami, propinacjami w tych dobrach będącemi, garcem większym iednym, i kotłem także iednym miedzianemi oraz ze statkami drewnianemi, gorzelanemi, i browarnemi zgoła z wszelkiemi przyległościami...”. Majątek na krótko wykupił w 1860 r. syn Stanisława – Jan Nepomucen Bogusławski, lecz w osiem lat później został wywłaszczony na rzecz Towarzystwa Kredytowego Ziemskiego. Wtenczas rozległość majątku oszacowano na 542 morgi, prętów 256 (po odliczeniu gruntów przeznaczonych do uwłaszczenia włościan). W słowniku geograficznym B. Chlebowskiego podano, iż całkowita wielkość tej części dóbr Włocin i Grzymaczew oznaczonej lit. A wynosiła 703 morgi czyli ok. 400 hektarów [pozostała część oznaczona lit. B liczyła ok. 230 hektarów].